# Amphoe Sapphaya
Sapphaya (สรรพยา) est un district (amphoe) situé dans la province de Chainat, au centre de la Thaïlande.
Le district est divisé en 7 tambon et 55 muban. Il comprenait près de 45 000 habitants en 2008.